# أدولف تيكو
أدولف تيكو كامغانغ (بالفرنسية: Adolphe Teikeu Kamgang)‏ (مواليد 23 يونيو 1990 في باندجون، الكاميرون) هو لاعب كرة قدم كاميروني يلعب في مركز الدفاع.

## إحصائيات
آخر تحديث آخر تحديث: 3 ديسمبر 2015.
| الفريق               | الموسم  | الدوري                        | الدوري | الدوري | الكأس المحلي | الكأس المحلي | البطولات القارية | البطولات القارية | المجموع | المجموع |
| الفريق               | الموسم  | البطولة                       | ظهور   | أهداف  | ظهور         | أهداف        | ظهور             | أهداف            | ظهور    | أهداف   |
| -------------------- | ------- | ----------------------------- | ------ | ------ | ------------ | ------------ | ---------------- | ---------------- | ------- | ------- |
| ميتالوره زابورجيا    | 2008–09 | الدوري الأوكراني لكرة القدم   | 10     | 1      |              |              | –                | –                | 10      | 1       |
| ميتالوره زابورجيا    | 2009–10 | الدوري الأوكراني لكرة القدم   | 25     | 4      | 2            | 0            | –                | –                | 27      | 4       |
| ميتالوره زابورجيا    | 2010–11 | الدوري الأوكراني لكرة القدم   | 26     | 0      | 3            | 0            | –                | –                | 19      | 0       |
| ميتالوره زابورجيا    | 2011–12 | الدوري الأوكراني لكرة القدم   | 26     | 2      | 3            | 0            | –                | –                | 29      | 2       |
| ميتالوره زابورجيا    | 2012–13 | الدوري الأوكراني لكرة القدم   | 15     | 1      | 1            | 0            | –                | –                | 16      | 1       |
| ميتالوره زابورجيا    | 2012–13 | الدوري الأوكراني لكرة القدم   | 11     | 0      | 2            | 0            | –                | –                | 13      | 0       |
| ميتالوره زابورجيا    | المجموع | المجموع                       | 113    | 8      | 11           | 0            | 0                | 0                | 124     | 8       |
| كراسنودار (إعارة)    | 2012–13 | الدوري الروسي الممتاز         | 5      | 0      | 0            | 0            | –                | –                | 5       | 0       |
| تشورنومورتس أوديسا   | 2013–14 | الدوري الأوكراني لكرة القدم   | 10     | 0      | 2            | 0            | –                | –                | 12      | 0       |
| تشورنومورتس أوديسا   | 2014–15 | الدوري الأوكراني لكرة القدم   | 11     | 0      | 2            | 0            | 2                | 0                | 15      | 0       |
| تشورنومورتس أوديسا   | المجموع | المجموع                       | 21     | 0      | 4            | 0            | 2                | 0                | 27      | 0       |
| تيريك غروزني (إعارة) | 2014–15 | الدوري الروسي الممتاز         | 1      | 0      | 0            | 0            | –                | –                | 1       | 0       |
| تيريك غروزني (إعارة) | المجموع | المجموع                       | 1      | 0      | 0            | 0            | 0                | 0                | 1       | 0       |
| سوشو                 | 2015–16 | الدوري الفرنسي الدرجة الثانية | 11     | 0      | 1            | 0            | –                | –                | 12      | 0       |
| سوشو                 | المجموع | المجموع                       | 33     | 0      | 1            | 0            | 0                | 0                | 12      | 3       |
| المجموع              | المجموع | المجموع                       | 151    | 8      | 16           | 0            | 2                | 0                | 169     | 8       |

## وصلات خارجية
- أدولف تيكو على موقع الاتحاد الدولي (مؤرشف)  (الإنجليزية)
- أدولف تيكو على موقع اتحاد تركيا (لاعب) (الإنجليزية)
- أدولف تيكو على موقع اتحاد أوكرانيا (الإنجليزية)
- أدولف تيكو على موقع قاعدة بيانات كرة القدم.إي يو (الإنجليزية)
- أدولف تيكو على موقع ليكيب (الفرنسية)
- أدولف تيكو على موقع ناشيونال فوتبول تيمز (الإنجليزية)
- أدولف تيكو على موقع Soccerway.com (الإنجليزية)
- أدولف تيكو على موقع عالم كرة القدم.نت (الإنجليزية)
- قالب:FFU Profile
- Profile at FC Metalurh Zaporizhya[وصلة مكسورة]
- Profile at RFPL site